# 미시간 스택스
| 미시간 스택스 볼티모어 블레이즈 |                                                                                              |
| 디비전                          | 웨스트 디비전 (1974년~1975년)                                                                |
| 설립연도                        | 1974년                                                                                       |
| 해체연도                        | 1975년                                                                                       |
| 역사                            | 로스앤젤레스 샤크스 (1972년~1974년) 미시간 스택스 (1974년~1975년) 볼티모어 블레이즈 (1975년) |
| 경기장                          | 코보 아레나 볼티모어 시빅 센터                                                               |
| 연고지                          | 미시간주 디트로이트 메릴랜드주 볼티모어                                                      |
| 상징색                          | 《미시간 스택스》 검정, 빨강, 금 《볼티모어 블레이즈》 검정, 오렌지, 하양                    |
| 구단주                          | -                                                                                            |
| 단장                            | -                                                                                            |
| 감독                            | -                                                                                            |
| 애브코 월드 트로피              | -                                                                                            |
| 시즌 우승                       | -                                                                                            |
| 디비전 우승                     |                                                                                              |
| 영구 결번                       | -                                                                                            |

미시간 스택스/볼티모어 블레이즈(Michigan Stags/Baltimore Blades)는 1974년부터 1975년까지 미시간주 디트로이트/메릴랜드주 볼티모어를 연고지로 하는 WHA 소속 아이스 하키팀이다.

## 역대 홈경기장
| 경기장             | 사용기간      | 수용인원 | 장소                | 비고 |
| ------------------ | ------------- | -------- | ------------------- | ---- |
| 미시간 스택스      |               |          |                     |      |
| 코보 아레나        | 1974년~1975년 | 12,000명 | 미시간주 디트로이트 | 빈칸 |
| 볼티모어 블레이즈  |               |          |                     |      |
| 볼티모어 시빅 센터 | 1975년        | 14,000명 | 메릴랜드주 볼티모어 | 빈칸 |